# Lisa De Vanna
Lisa Marie De Vanna (Perth, 14 november 1984) is een Australisch voetbalster. Ze debuteerde in 2004 in het Australisch voetbalelftal.

## Clubcarrière
| Jaar        | Club                    |
| ----------- | ----------------------- |
| 2001 - 2004 | Adelaide Sensation      |
| 2004 - 2006 | Western Waves           |
| 2006 - 2007 | Doncaster Rovers Belles |
| 2007 - 2008 | Western Waves           |
| 2008        | AIK Fotboll             |
| 2008 - 2009 | Perth Glory             |
| 2009 - 2010 | Washington Freedom      |
| 2010 - 2011 | Brisbane Roar           |
| 2011        | magicJack               |
| 2011-2012   | Newcastle Jets Women    |
| 2012        | Linköpings FC           |
| 2012-2013   | Perth Glory Women       |
| 2013        | Sky Blue FC             |
| 2013-2014   | Melbourne Victory Women |
| 2014        | Boston Breakers         |
| 2014        | Washington Spirit       |
| 2014-       | Melbourne Victory Women |